# کمیته میراث جهانی

نماد کمیته میراث جهانی یونسکو

کمیته میراث جهانی یونسکو (به فرانسوی: Comité du patrimoine mondial) نام کمیته‌ای از سازمان جهانی یونسکو است که اعضای آن همه‌ساله نشستی عمومی در کشورها و شهرهای گوناگون برای بررسی و ثبت آثار معرفی شده در فهرست میراث جهانی برگزار می‌کنند.
این کمیته ترکیبی از نمایندگان ۲۱ دولت از اعضای کنوانسیون حفاظت از میراث جهانی فرهنگی و طبیعی و منتخب اعضای نشست عمومی برای حداکثر یک دوره چهارساله است.
این کمیته تنها نهادی است که قدرت ثبت در فهرست میراث جهانی یونسکو را داراست.
برای احراز صلاحیت کاندیداهای ثبت در فهرست میراث جهانی سه سازمان بین‌المللی غیردولتی یا بین‌دولتی مورد مشاوره این کمیته قرار می‌گیرند تا با بررسی کارشناسان شایستگی ثبت گزینه مورد بررسی در فهرست روشن گردد. این سه سازمان عبارتند از:
- ایکوموس: سازمانی برای نگهداری و پاسداری از اماکن میراث فرهنگی در سراسر جهان.
- اتحادیه بین‌المللی حفاظت از طبیعت: سازمانی بین‌المللی با هدف حفاظت از منابع طبیعی زمین
- مرکز بین‌المللی پژوهش جهت نگهداری و بازسازی اموال فرهنگی: ارگان بین‌دولتی با هدف نگهداری و بازسازی میراث فرهنگی در جهان

## اعضای کمیته ۲۰۱۴–۲۰۱۵
اعضای کمیته سال‌های ۲۰۱۴–۲۰۱۵ ترکیبی از ۲۱ کشور عضو کنوانسیون و برای مدت ۴ سال (مشخص شده در درون پرانتز) است. آخرین گردهمایی این اعضا در سی و هشتمین نشست کمیته میراث جهانی یونسکو در دوحه قطر برگزار شد.
فهرست اعضای کمیته ۲۰۱۴–۲۰۱۵ بترتیب زیر آمده است:
- الجزایر (۲۰۱۱–۲۰۱۵)
- آلمان (۲۰۱۱–۲۰۱۵)
- کلمبیا (۲۰۱۱–۲۰۱۵)
- کره جنوبی (۲۰۱۳–۲۰۱۷)
- کرواسی (۲۰۱۳–۲۰۱۷)
- فنلاند (۲۰۱۳–۲۰۱۷)
- هند (۲۰۱۱–۲۰۱۵)
- جامائیکا (۲۰۱۳–۲۰۱۷)
- ژاپن (۲۰۱۱–۲۰۱۵)
- قزاقستان (۲۰۱۳–۲۰۱۷)
- لبنان (۲۰۱۳–۲۰۱۷)
- مالزی (۲۰۱۱–۲۰۱۵)
- پرو (۲۰۱۳–۲۰۱۷)
- فیلیپین (۲۰۱۳–۲۰۱۷)
- لهستان (۲۰۱۳–۲۰۱۷)
- پرتغال (۲۰۱۳–۲۰۱۷)
- قطر (۲۰۱۱–۲۰۱۵)
- سنگال (۲۰۱۱–۲۰۱۵)
- صربستان (۲۰۱۱–۲۰۱۵)
- ترکیه (۲۰۱۳–۲۰۱۷)
- ویتنام (۲۰۱۳–۲۰۱۷)

## نشست‌های کمیته
در جدول زیر فهرست تمام نشست‌های این کمیته همراه با تاریخ و مشخصات شهر و کشور میزبان آمده است:
| نشست | سال     | تاریخ                     | شهر میزبان      | کشور میزبان         |
| ---- | ------- | ------------------------- | --------------- | ------------------- |
| ۱    | ۱۹۷۷    | ۲۷ ژوئن - ۱ ژوئیه         | پاریس           | فرانسه              |
| ۲    | ۱۹۷۸    | ۵ سپتامبر - ۸ سپتامبر     | واشینگتن، دی سی | ایالات متحده آمریکا |
| ۳    | ۱۹۷۹    | ۲۲ اکتبر - ۲۶ اکتبر       | قاهره و اقصر    | مصر                 |
| ۴    | ۱۹۸۰    | ۱ سپتامبر - ۵ سپتامبر     | پاریس           | فرانسه              |
| ۵    | ۱۹۸۱    | ۲۶ اکتبر - ۳۰ اکتبر       | سیدنی           | استرالیا            |
| ۶    | ۱۹۸۲    | ۱۳ دسامبر - ۱۷ دسامبر     | پاریس           | فرانسه              |
| ۷    | ۱۹۸۳    | ۵ دسامبر - ۹ دسامبر       | فلورانس         | ایتالیا             |
| ۸    | ۱۹۸۴    | ۲۹ اکتبر - ۲ نوامبر       | بوئنوس آیرس     | آرژانتین            |
| ۹    | ۱۹۸۵    | ۲ دسامبر - ۶ دسامبر       | پاریس           | فرانسه              |
| ۱۰   | ۱۹۸۶    | ۲۴ نوامبر - ۲۸ نوامبر     | پاریس           | فرانسه              |
| ۱۱   | ۱۹۸۷    | ۷ دسامبر - ۱۱ دسامبر      | پاریس           | فرانسه              |
| ۱۲   | ۱۹۸۸    | ۵ دسامبر - ۹ دسامبر       | برازیلیا        | برزیل               |
| ۱۳   | ۱۹۸۹    | ۱۱ دسامبر - ۱۵ دسامبر     | پاریس           | فرانسه              |
| ۱۴   | ۱۹۹۰    | ۷ دسامبر - ۱۲ دسامبر      | بنف             | کانادا              |
| ۱۵   | ۱۹۹۱    | ۹ دسامبر - ۱۳ دسامبر      | کارتاژ          | تونس                |
| ۱۶   | ۱۹۹۲    | ۷ دسامبر - ۱۴ دسامبر      | سنتافه          | ایالات متحده آمریکا |
| ۱۷   | ۱۹۹۳    | ۶ دسامبر - ۱۱ دسامبر      | کارتاگنا        | کلمبیا              |
| ۱۸   | ۱۹۹۴    | ۱۲ دسامبر - ۱۷ دسامبر     | پوکت            | تایلند              |
| ۱۹   | ۱۹۹۵    | ۴ دسامبر - ۹ دسامبر       | برلین           | آلمان               |
| ۲۰   | ۱۹۹۶    | ۲ دسامبر - ۷ دسامبر       | مریدا           | مکزیک               |
| ۲۱   | ۱۹۹۷    | ۱ دسامبر - ۶ دسامبر       | ناپل            | ایتالیا             |
| ۲۲   | ۱۹۹۸    | ۳۰ نوامبر - ۵ دسامبر      | کیوتو           | ژاپن                |
| ۲۳   | ۱۹۹۹    | ۲۹ نوامبر - ۴ دسامبر      | مراکش           | مراکش               |
| ۲۴   | ۲۰۰۰    | ۲۷ نوامبر - ۲ دسامبر      | کنز             | استرالیا            |
| ۲۵   | ۲۰۰۱    | ۱۱ دسامبر - ۱۶ دسامبر     | هلسینکی         | فنلاند              |
| ۲۶   | ۲۰۰۲    | ۲۴ ژوئن - ۲۹ ژوئن         | بوداپست         | مجارستان            |
| ۲۷   | ۲۰۰۳    | ۳۰ ژوئن - ۵ ژوئیه         | پاریس           | فرانسه              |
| ۲۸   | ۲۰۰۴    | ۲۸ ژوئن - ۷ ژوئیه         | سوژو            | چین                 |
| ۲۹   | ۲۰۰۵    | ۱۰ ژوئیه - ۱۷ ژوئیه       | دوربان          | آفریقای جنوبی       |
| ۳۰   | ۲۰۰۶    | ۸ ژوئیه - ۱۶ ژوئیه        | ویلنیوس         | لیتوانی             |
| ۳۱   | ۲۰۰۷    | ۲۳ ژوئن - ۱ ژوئیه         | کرایست‌چرچ       | نیوزیلند            |
| ۳۲   | ۲۰۰۸    | ۲ ژوئیه - ۱۰ ژوئیه        | کبک             | کانادا              |
| ۳۳   | ۲۰۰۹    | ۲۲ ژوئن - ۳۰ ژوئن         | سویا            | اسپانیا             |
| ۳۴   | ۲۰۱۰    | ۲۵ ژوئیه - ۳ اوت          | برازیلیا        | برزیل               |
| ۳۵   | ۲۰۱۱    | ۱۹ ژوئن - ۲۹ ژوئن         | پاریس           | فرانسه              |
| ۳۶   | ۲۰۱۲    | ۲۴ ژوئن - ۶ ژوئیه         | سن پترزبورگ     | روسیه               |
| ۳۷   | ۲۰۱۳    | ۱۷ ژوئن - ۲۷ ژوئن         | پنوم‌پن          | کامبوج              |
| ۳۸   | ۲۰۱۴    | ۱۵ ژوئن - ۲۵ ژوئن         | دوحه            | قطر                 |
| ۳۹   | ۲۰۱۵    | ۲۸ ژوئن - ۸ ژوئیه         | بن              | آلمان               |
| ۴۰   | ۲۰۱۶    | ۱۰ ژوئیه - ۲۰ ژوئیه       | استانبول        | ترکیه               |
| ۴۱   | ۲۰۱۷    | ۲ ژوئیه - ۱۲ ژوئیه        | کاراکوف         | لهستان              |
| ۴۲   | ۲۰۱۸    | ۲۴ ژوئن - ۴ ژوئیه         | منامه           | بحرین               |
| ۴۳   | ۲۰۱۹    | ۳۰ ژوئن - ۱۰ ژوئیه        | باکو            | آذربایجان           |
| ۴۴   | ۲۰۲۰–۲۱ | ۱۶ ژوئیه - ۳۱ ژوئیه       | فوجو            | چین                 |
| ۴۵   | ۲۰۲۲    | تعویق به دلیل جنگ اوکراین | کازان           | روسیه               |